# Великий Зигфелд
«Великий Зигфелд» (англ. The Great Ziegfeld) — американский фильм 1936 года, обладатель 3 премий «Оскар», в том числе за лучший фильм.

## Сюжет
Фильм-концерт, повествующий о реальном деятеле индустрии развлечений, бродвейском шоумене и импресарио Флоренце Зигфелде.

## В ролях
| Актёр           | Роль                                                     |
| --------------- | -------------------------------------------------------- |
| Уильям Пауэлл   | Флоренз Зигфелд                                          |
| Мирна Лой       | Билли Берк                                               |
| Луиза Райнер    | Анна Хелд                                                |
| Фрэнк Морган    | Джек Биллингс                                            |
| Фанни Брайс     | играет саму себя                                         |
| Вирджиния Брюс  | Одри Дейн (Лиллиан Лоррейн)                              |
| Реджинальд Оуэн | Сэмпсон                                                  |
| Рэй Болджер     | играет самого себя                                       |
| Энн Гиллис      | Мэри Лу                                                  |
| Гертруда Астор  | нахальная блондинка Анна, поддерживающая члена аудитории |
| Сюзанн Каарен   | Рут Блэр                                                 |
| Вирджиния Грей  | Девушка из шоу Зигфелда                                  |

## Премии и номинации
Фильм выиграл три премии Оскар:
- За лучший фильм — Metro-Goldwyn-Mayer
- За лучшую женскую роль — Луиза Райнер
- Лучшему хореографу — Сеймур Феликс — «A Pretty Girl Is Like a Melody»

И был номинирован ещё в 4 номинациях.